# Edwin Schembri
Edwin Schembri (* 2. November 1929 in Cospicua; † 3. Oktober 2009) war ein maltesischer Fußballspieler auf der Position eines Verteidigers. 

## Laufbahn
Schembri begann seine Laufbahn 1944 in der Nachwuchsabteilung der Little Rainbows, einem Fußballverein aus Tarxien. Dieser ging 1946 mit dem Hibernians FC aus dem benachbarten Paola eine Fusion ein, weshalb Schembri fortan für die Hibernians spielte. Als die Fusion 1949 wieder gelöst wurde, blieb Schembri bei den Hibs, für die er zwischen 1948 und 1951 insgesamt 41 Punktspiele in der maltesischen Liga absolvierte. 
1951 wechselte er zum FC Valletta, bei dem er sich zu einem der besten Spieler im maltesischen Nachkriegsfußball entwickelte. In der Spielzeit 1956/57 wurde Schembri zum Mannschaftskapitän der Citizens ernannt und unter seiner Führung gewannen die Hauptstädter drei Meistertitel und einmal den Pokalwettbewerb. 
Als Schembri sich entschloss, seine aktive Laufbahn am Ende der Saison 1962/63 zu beenden, gewann er mit seinem Verein in jener Saison den dritten Meistertitel und wurde außerdem zum Fußballer des Jahres in Malta gewählt.

## Erfolge
- Maltesischer Meister: 1959, 1960, 1963
- Maltesischer Pokalsieger: 1960
- Maltas Fußballer des Jahres: 1963